# Óharova galerie
Óharova galerie (japonsky 大原美術館) v Kurašiki je nejstarší trvale vystavená sbírka západního umění v Japonsku. Byla otevřena v roce 1930 a původně sestávala téměř výhradně z francouzských obrazů a soch 19. a 20. století. Sbírka se pak rozšířila o obrazy italské renesance a nizozemského a vlámského 17. století. Ve sbírce jsou také známí američtí a italští umělci 20. století a díla japonských umělců.
Základ sbírky vytvořil Magosaburó Óhara na radu japonského malíře Toradžiróa Kodžimy (1881–1929) a francouzského umělce Edmonda Amana-Jeana (1860–1935).
V roce 1961 bylo přistavěno křídlo pro japonské obrazy z první poloviny 20. století: jsou zastoupeni Takedži Fudžišima, Šigeru Aoki, Rjúsei Kišida, Tarušige Koide a další. Ve stejném roce vzniklo i křídlo pro uměleckou keramiku (Kandžiró Kawai, Bernard Leach, Šódži Hamada, Kenkiči Tomimoto a další). Roku 1963 vzniklo křídlo pro grafiku (Šikó Munakata a Keisuke Serisawa), dnes spojené s keramickým křídlem do Oddělení uměleckých řemesel. Roku 1972 byla v Kurašiki otevřena Pamětní síň Toradžiróa Kodžimy.

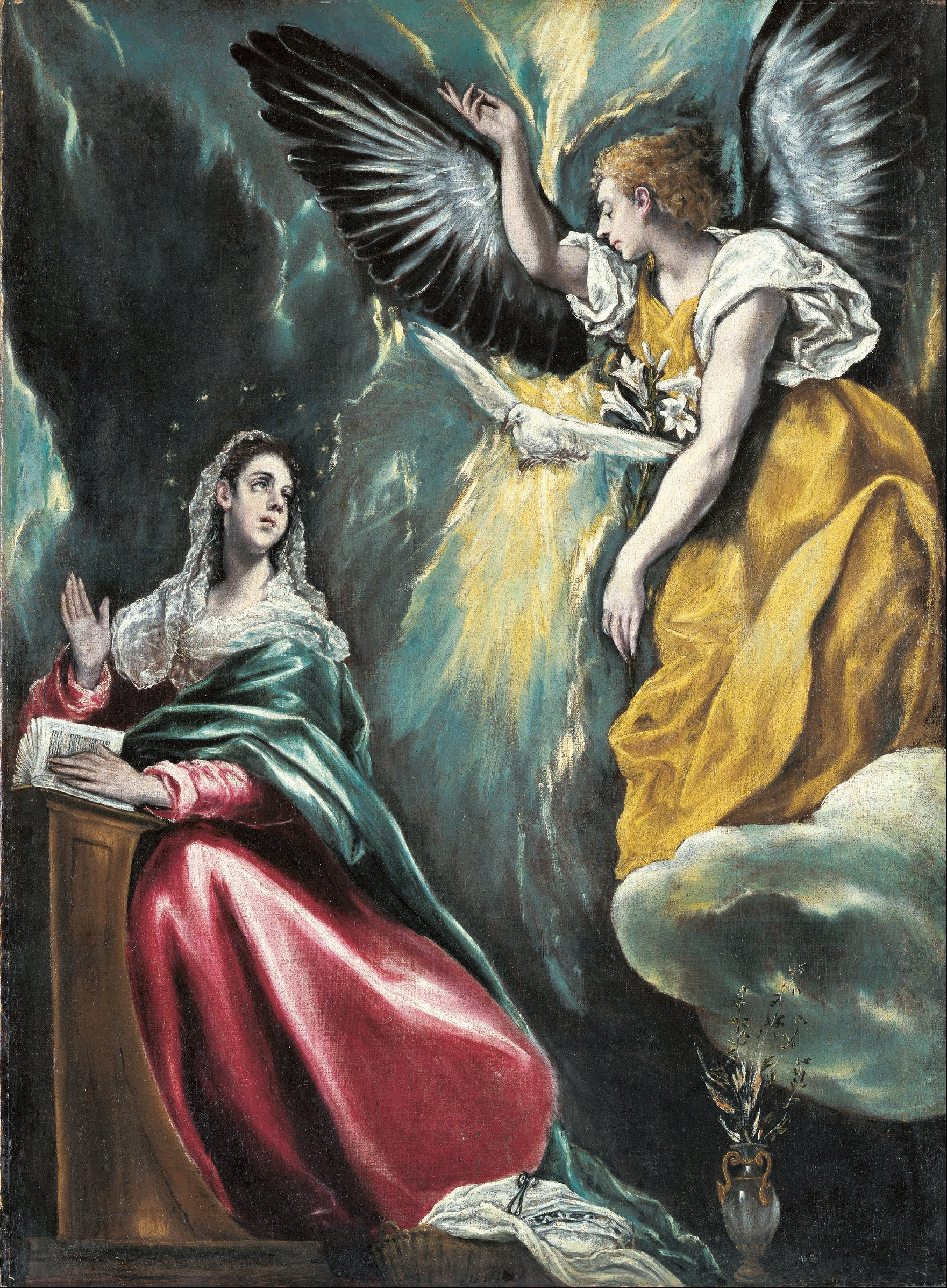
El Greco: Zvěstování'
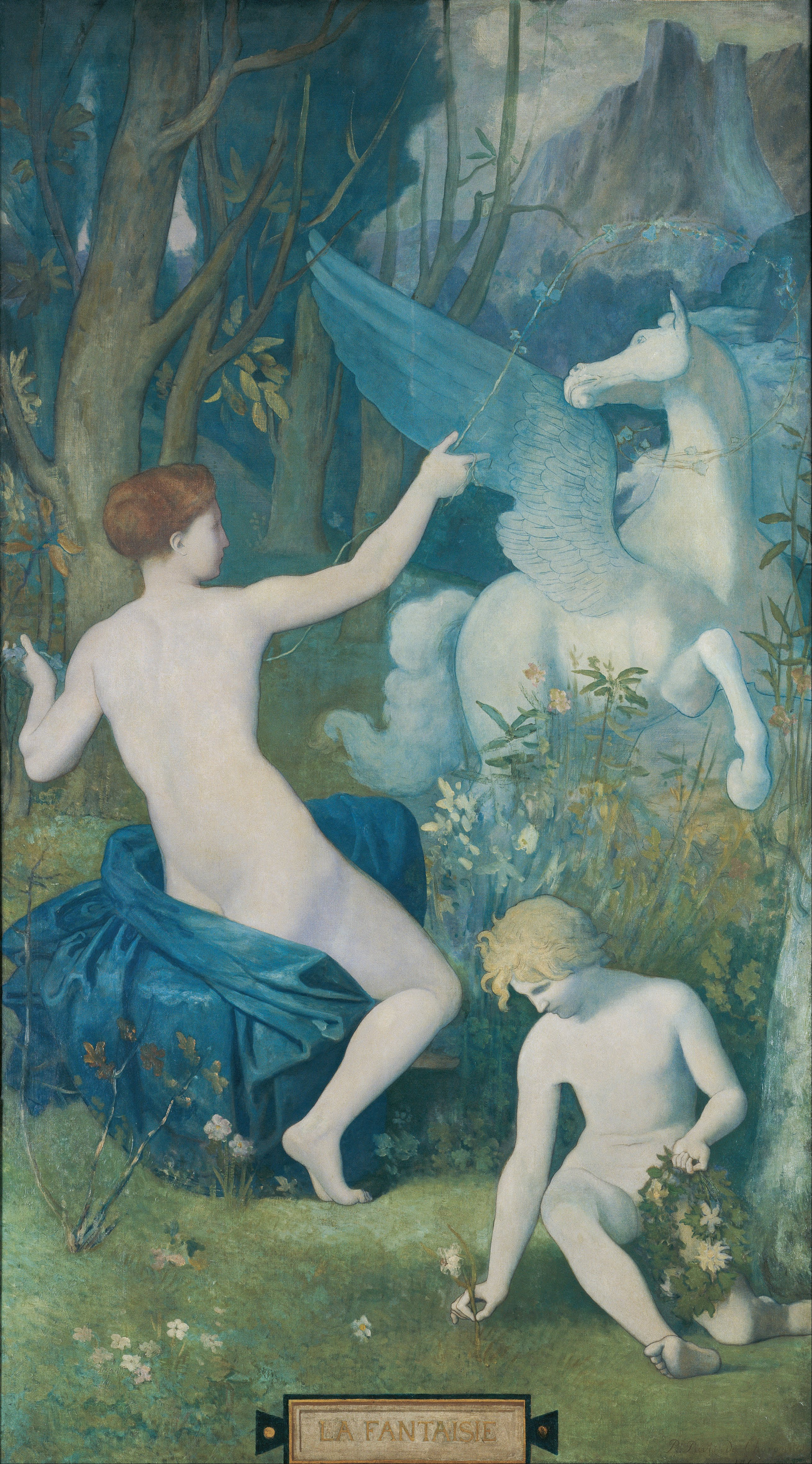
Pierre Puvis de Chavannes: Fantasie
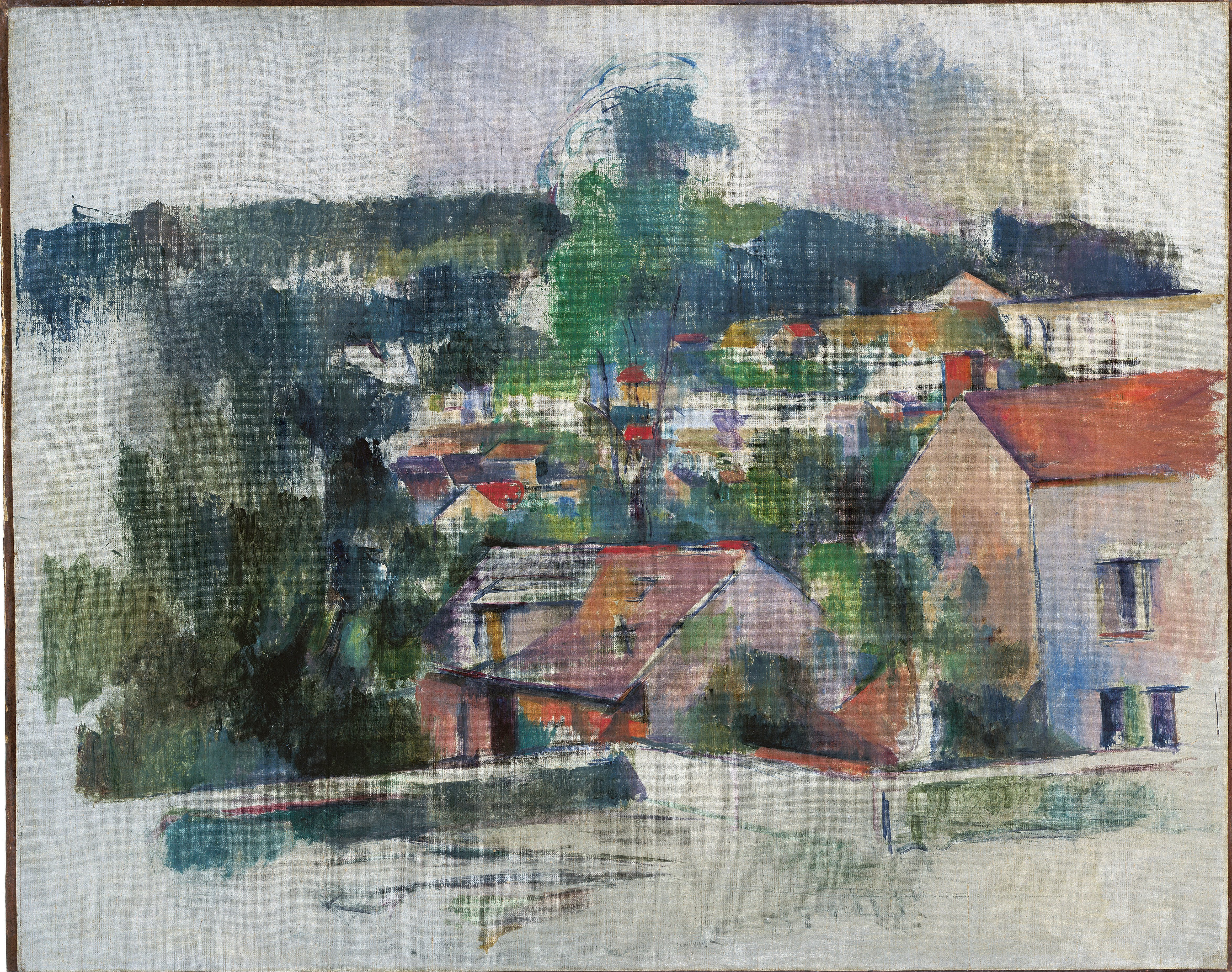
Paul Cézanne: Krajina
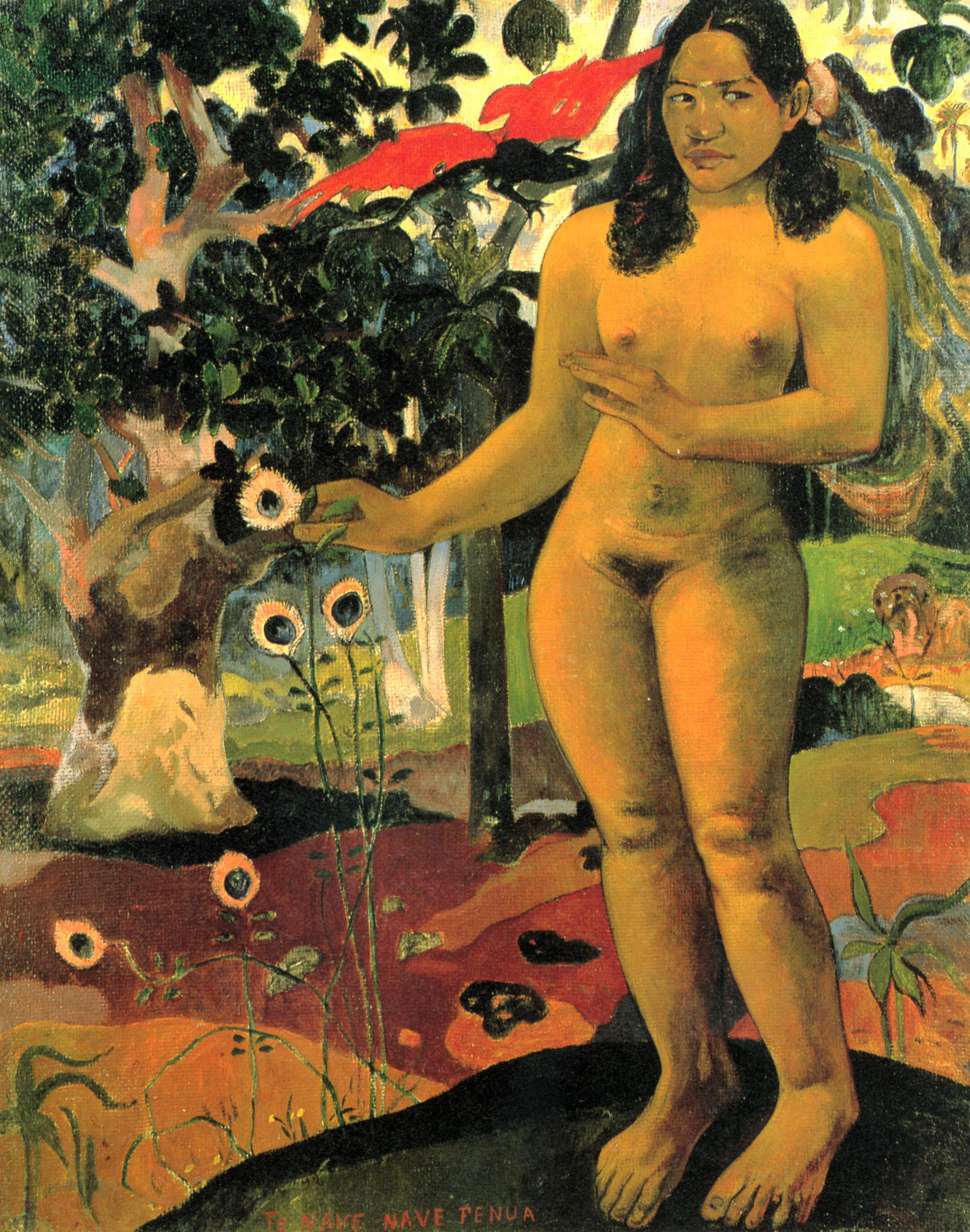
Paul Gauguin: Te Nave Nave Fenua
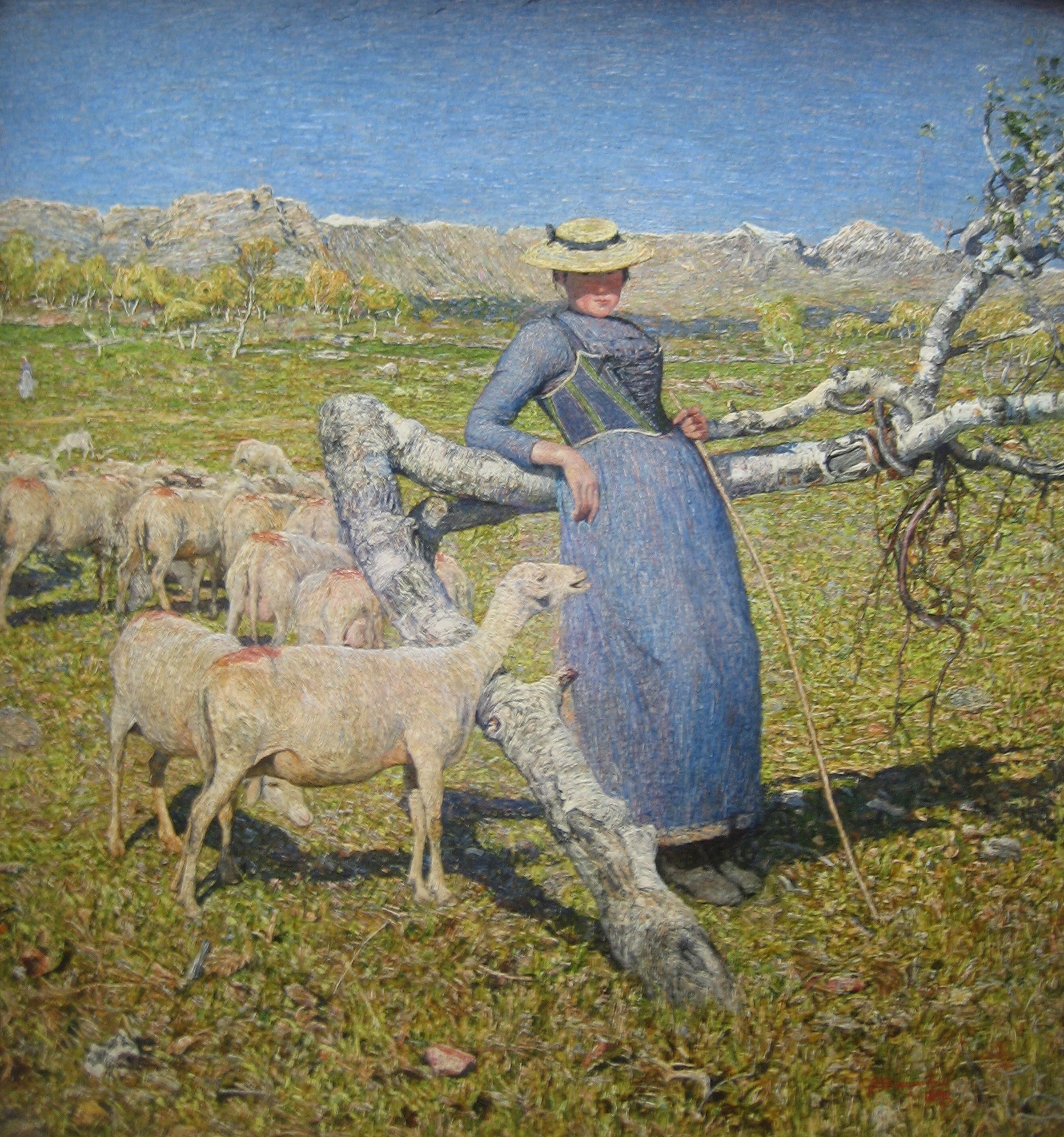
Giovanni Segantini: Poledne v Alpách'
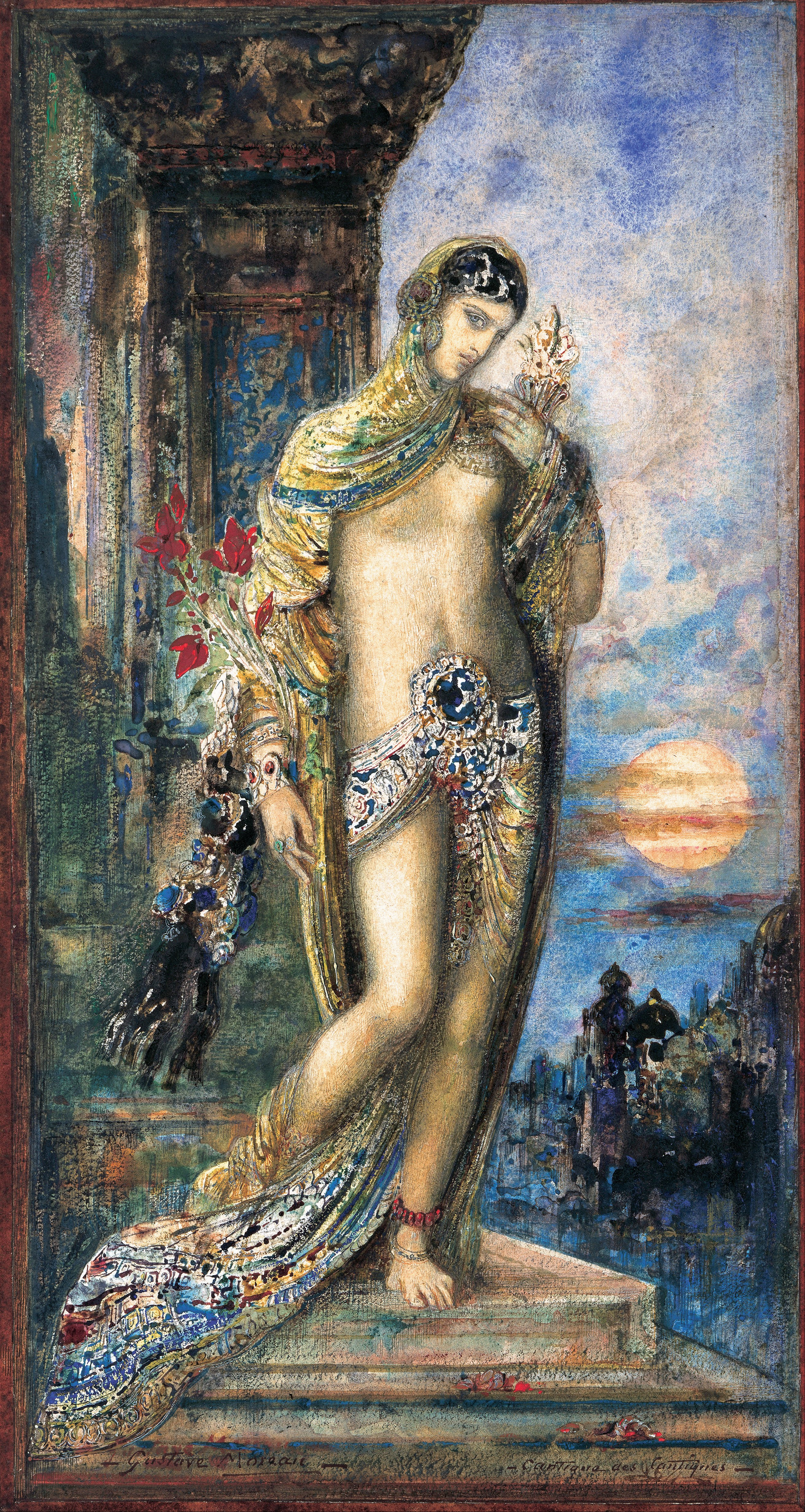
Gustave Moreau: Píseň písní
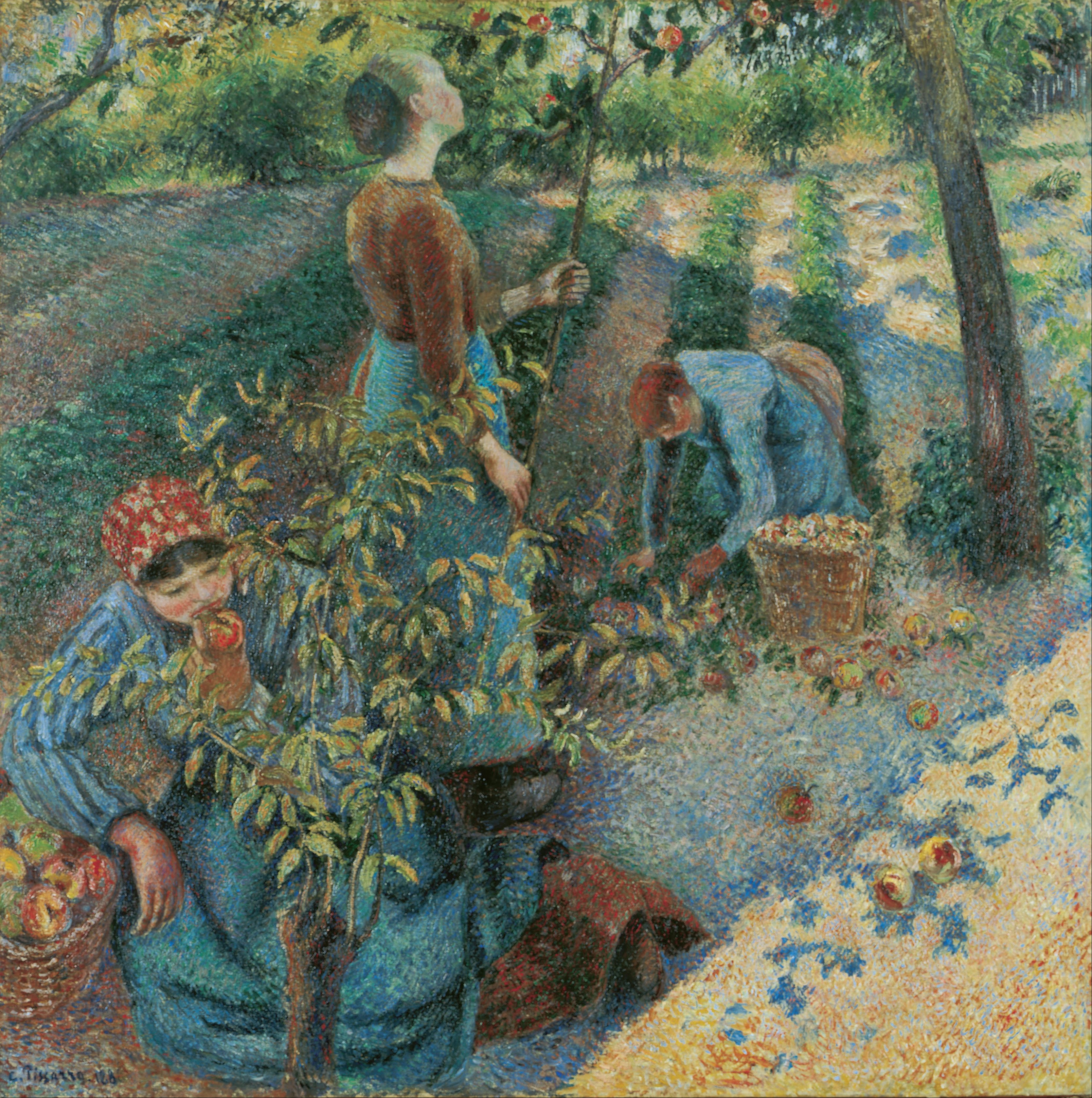
Camille Pissarro: Česáči jablek
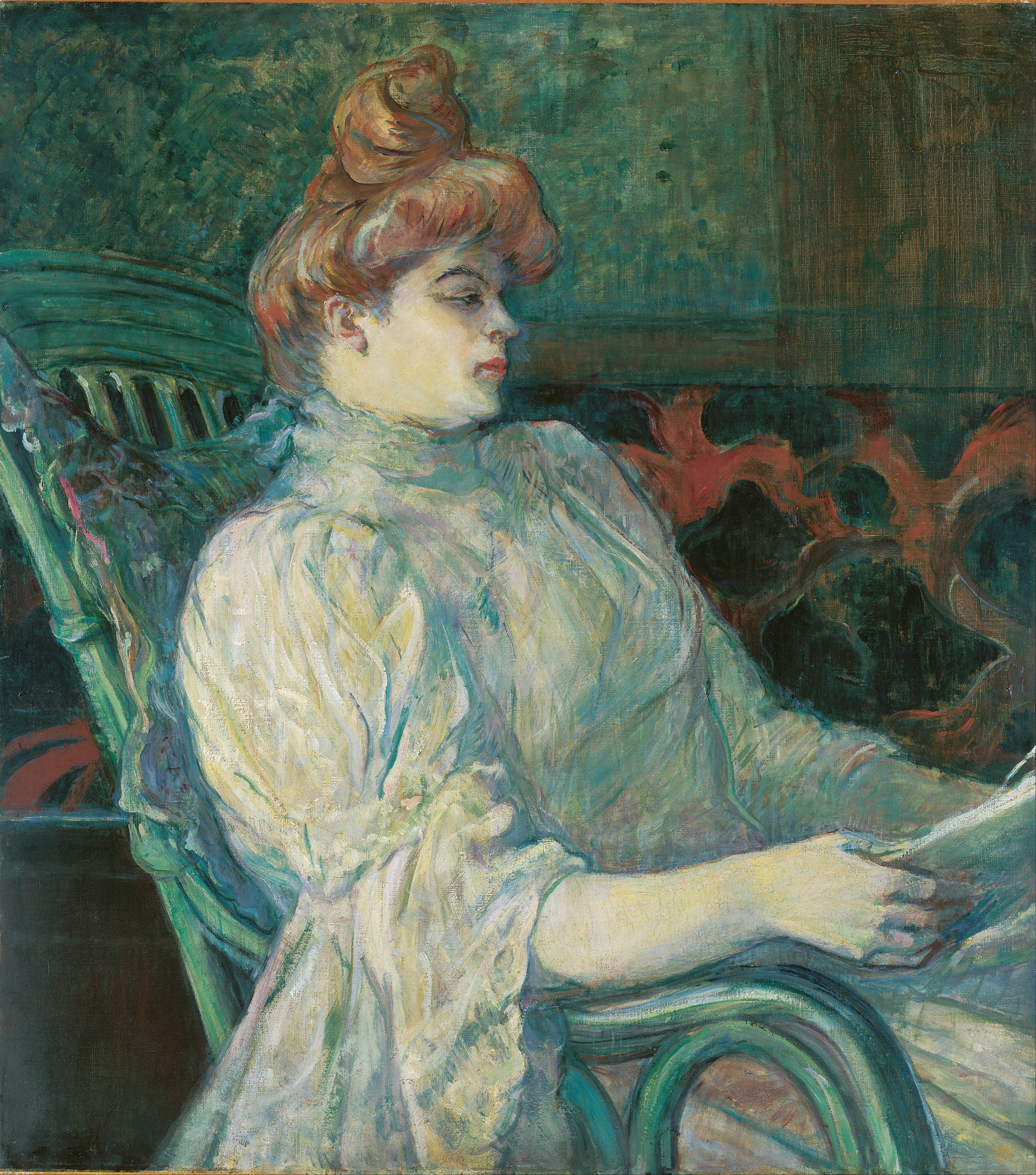
Henri de Toulouse-Lautrec: Paní Marthe
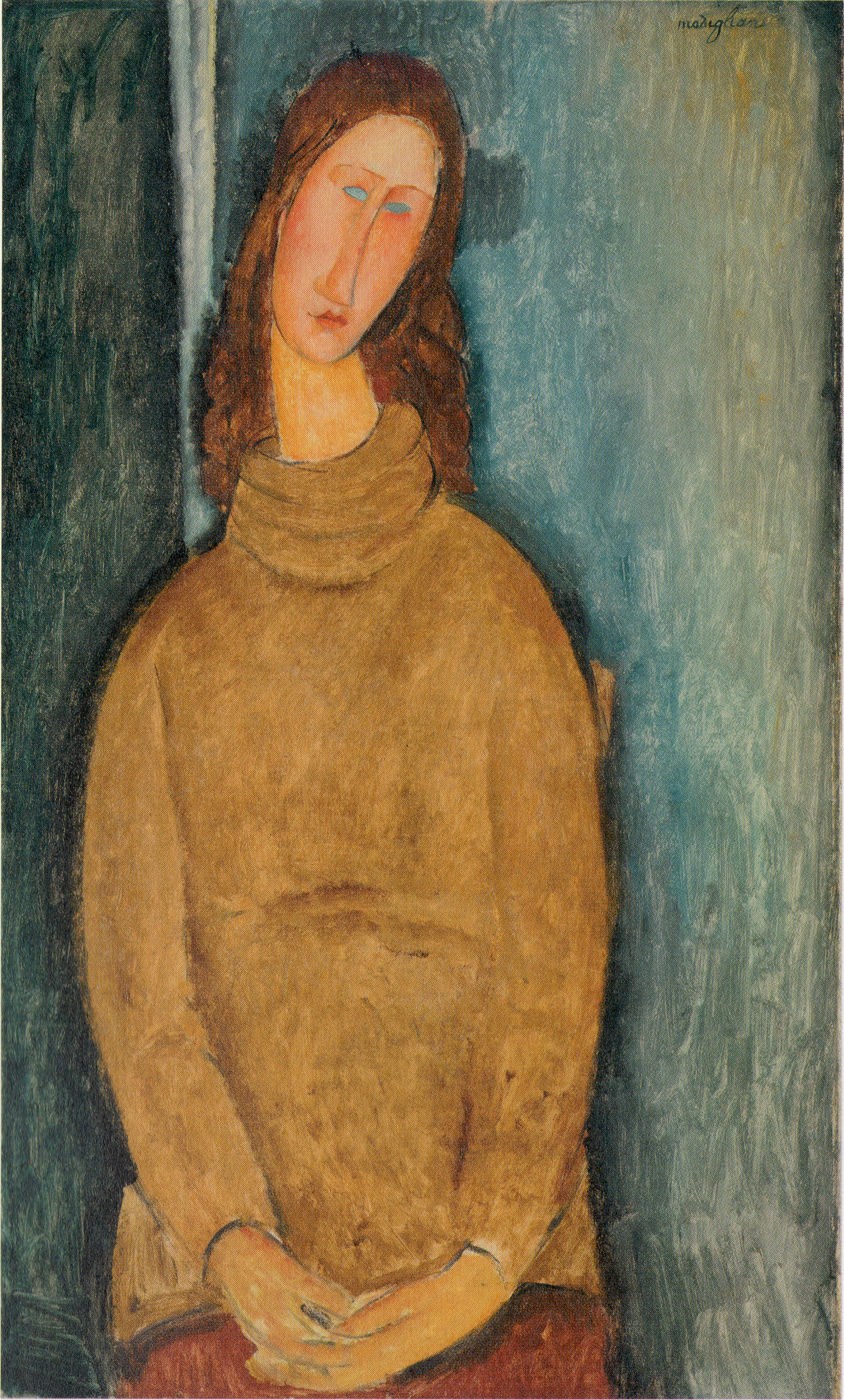
Amedeo Modigliani: Jeanne Hébuternová
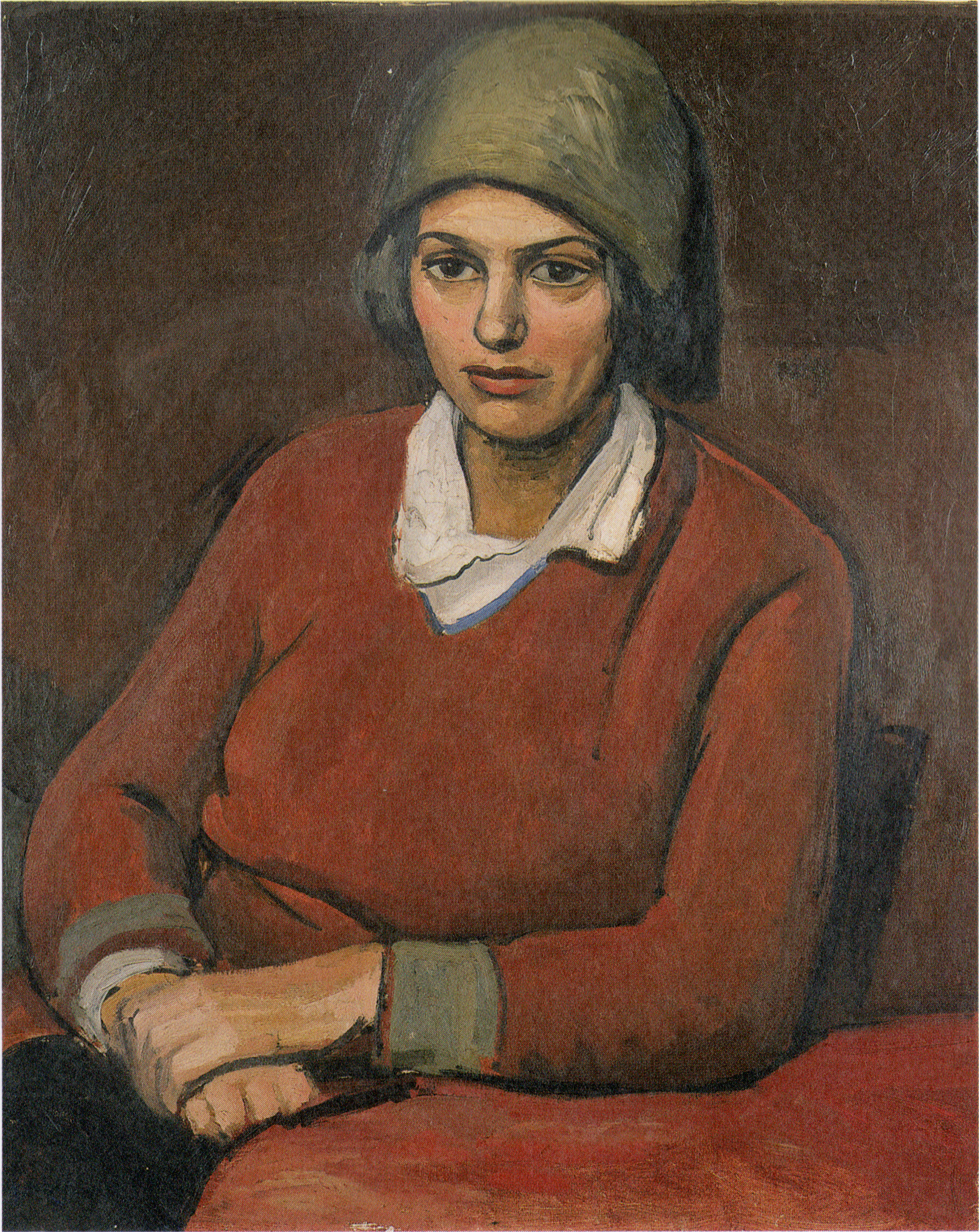
Jean Marchand: Emigrantka
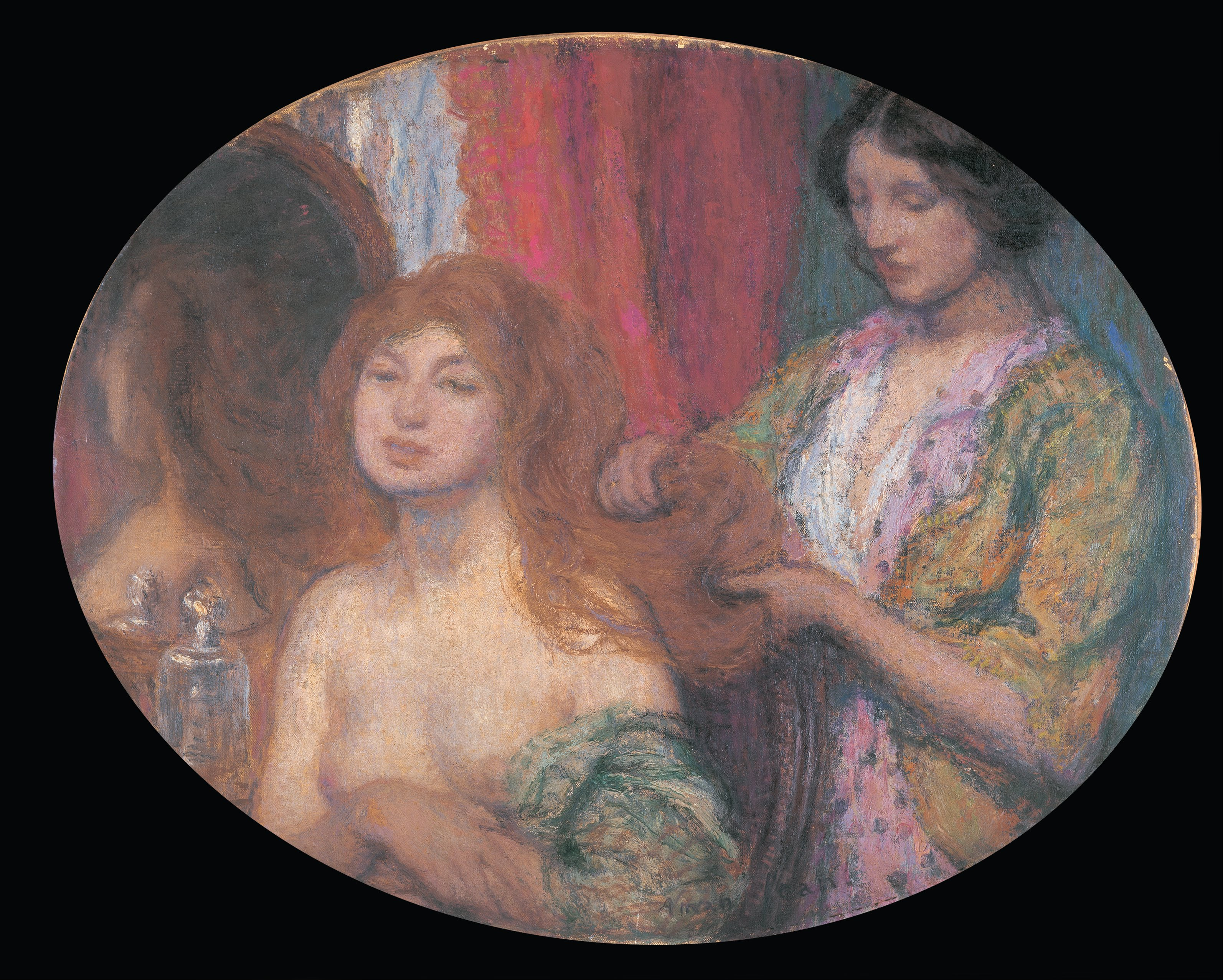
Edmond Aman-Jean: Vlasy
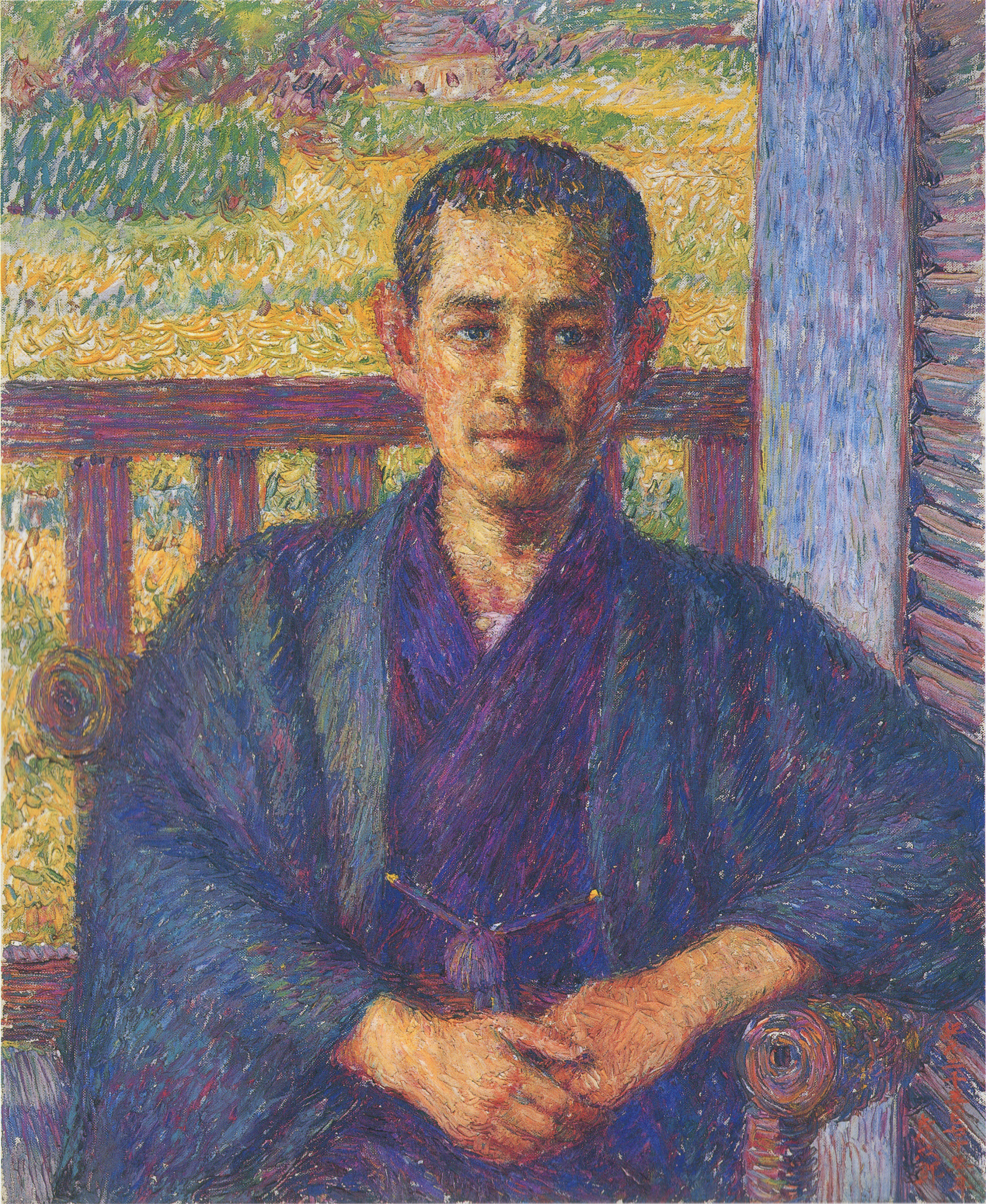
Toradžiró Kodžima: Magosaburó Óhara
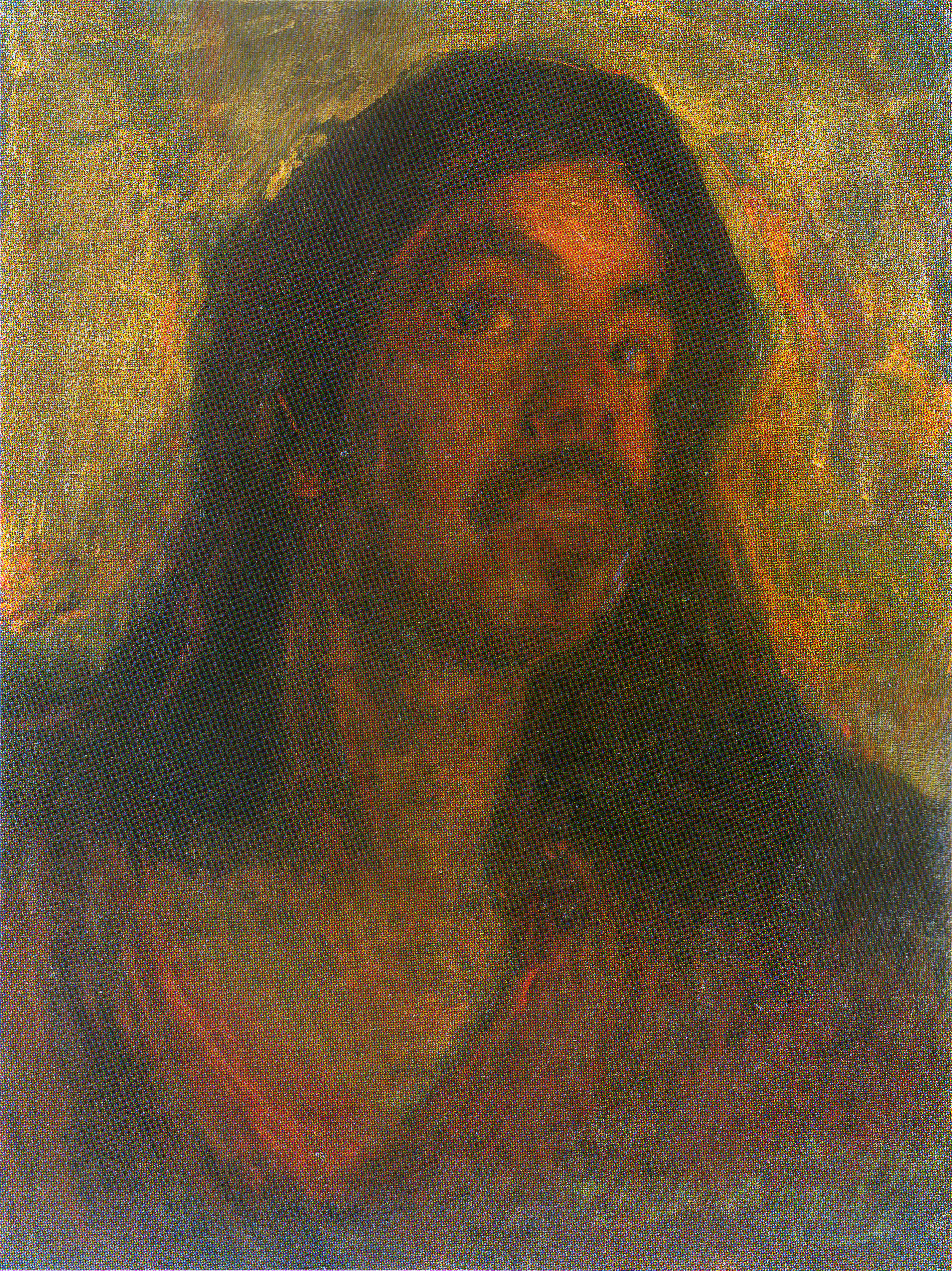
Šigeru Aoki: Mužská tvář
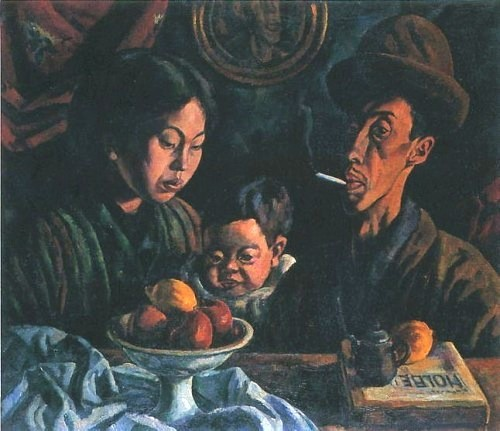
Narašige Koide: Rodina N.